# Zonă de excludere

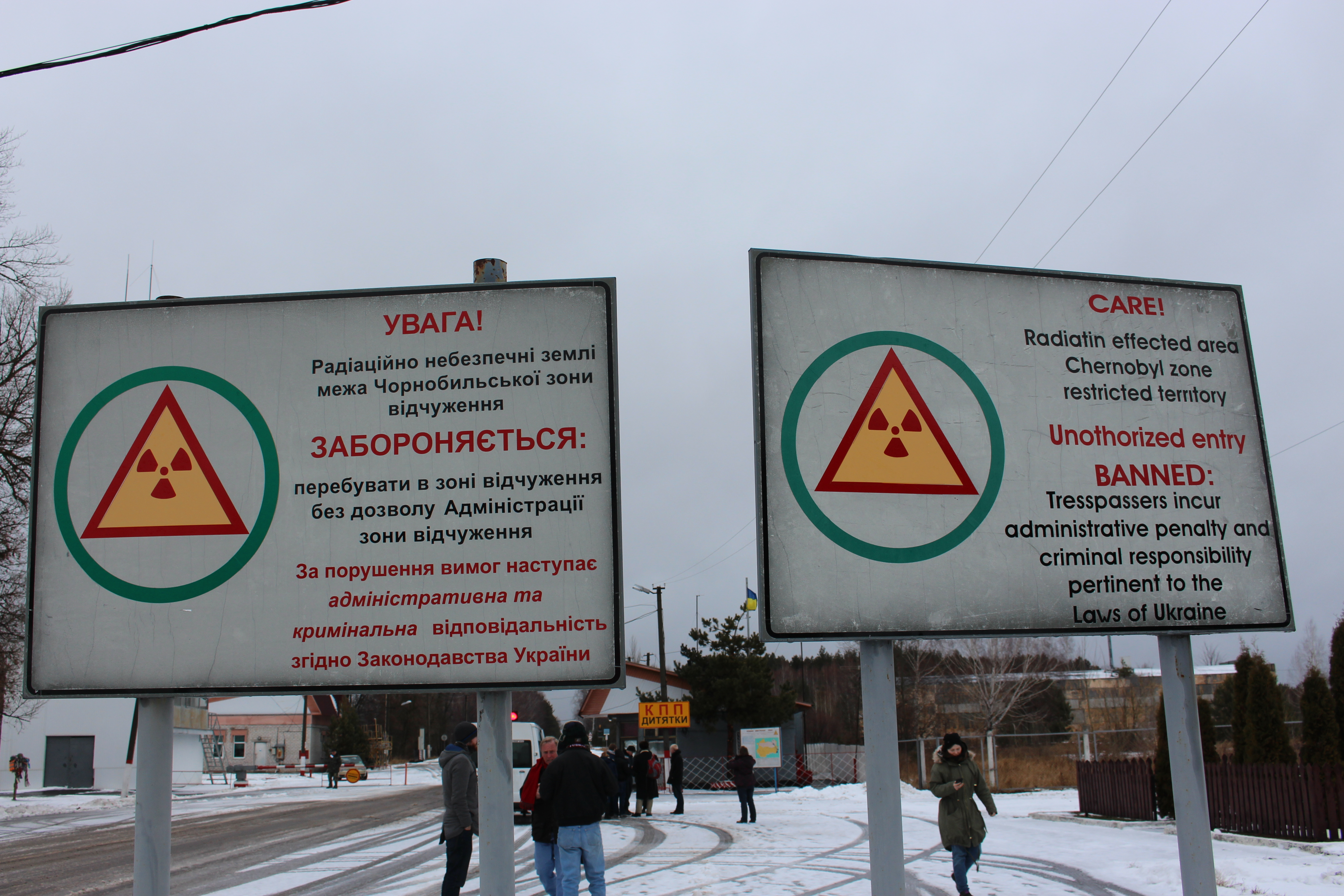
Panou din zona de excludere radiologică Cernobîl

O zonă de excludere este o entitate geografică stabilită pentru anumite scopuri specifice. Astfel de zone pot fi stabilite pe uscat, apă sau în aer, la granița dintre state, în scopuri militare, radiologice, etc.

## Tipuri de zone de excludere

### Zone de excludere la graniță
Zonele de frontieră (graniță, „țara nimănui”) sunt zone în care deplasarea și proprietatea sunt restricționate prin lege. Spere deosebire de teritoriul obișnuit al unui stat, zonele de frontieră se află sub controlul adminstrativ al autorităților de frontieră, iar deplasarea se face – în general – în baza documentelor de identitate. Încercarea de trecere a frontierei fără documente valide reprezintă infracțiune sau contravenție.

### Zone de excludere militară
O zonă de excludere militară poate fi instituită în imediata vecinătate a unei acțiuni sau baze militare pentru a împiedica intrarea echipamentelor neautorizate și a personalului civil, cu scopul protecției siguranței acestora. De asemenea, are și scopul de a împiedica eventualii inamici de a obține material sau informație în scop de spionaj. Pentru zonele în care sunt interzise zborurile neautorizate sunt denumite zone de excludere aeriene. Pe mări și oceane, astfel de zone sunt denumite zone de excludere maritimă. Zonele de excludere aeriene și maritime pot fi instituite atât în scopuri militare, cât și pentru controlul mișcării de persoane sau bunuri în teritoriile controlate de un anumit stat.

### Zone de excludere radiologică
În radioprotecție și securitate radiologică, zona de excludere radiologică reprezintă zona din jurul unui obiectiv nuclear sau a unei alte instalații nucleare cu risc de accident cu consecințe asupra populației, în care sunt luate măsuri de excludere a amplasării reședințelor permanente pentru populație și a desfășurării de activități socio–economice care nu au legătură directă cu funcționarea obiectivului nuclear/instalației nucleare în cauză. Astfel de zone pot fi stabilite și post factum (de exemplu, în urma unui accident nuclear), în vederea protecției populației civile cu privire la expunerea cauzată de contaminarea radioactivă. Trei astfel de zone majore au fost stabilite:
- Zona de excludere din estul munților Ural, stabilită în 1956 ca urmare a accidentului de la Kîștîm
- Zona de excludere Cernobîl, stabilită în 1986 în urma accidentului de la Cernobîl
- Zona de excludere Fukushima, stabilită în 2011 în urma accidentului de la Fukushima-Daiichi

Poligoanele de testare ale armelor nucleare (de exemplu, poligoanele Semipalatinsk, Nevada etc.) au fost sau sunt – la rândul lor – zone de excludere radiologică.

### Dezastre naturale
În vederea protejării populației civile și a bunurilor acestora, pot fi stabilite zone de excludere ca urmare a dezastrelor naturale. Astfel de zone pot fi instituite pe termen limitat sau nelimitat în zone cu risc de inundații, incendii, erupții vulcanice, seismic etc.

### Construcții
Zonele de excludere sunt utilizate adesea în industria construcțiilor din întreaga lume, în vederea minimizării riscului asociat activităților de acest tip.

### Proteste și manifestații
În astfel de cazuri, zona de excludere reprezintă zona în care manifestanții nu au voie sa protesteze. 

### Ordine de restricție
În cazul ordinelor de restricție (sau protecție), zona de excludere reprezintă spațiul în care un învinuit nu are voie să pătrundă sau distanța minimă la care are voie să se apropie de parte vătămată.